# Caquixtle de Arriba
Caquixtle de Arriba är en ort i Mexiko.   Den ligger i kommunen Encarnación de Díaz och delstaten Jalisco, i den centrala delen av landet, 400 km nordväst om huvudstaden Mexico City. Caquixtle de Arriba ligger 1 995 meter över havet och antalet invånare är 260.
Terrängen runt Caquixtle de Arriba är platt västerut, men österut är den kuperad. Terrängen runt Caquixtle de Arriba sluttar västerut. Runt Caquixtle de Arriba är det ganska tätbefolkat, med 56 invånare per kvadratkilometer. Närmaste större samhälle är Encarnación de Díaz, 17,2 km väster om Caquixtle de Arriba. I omgivningarna runt Caquixtle de Arriba växer huvudsakligen savannskog.